# Cécile Wajsbrot
Cécile Wajsbrot (* 21. července 1954, Paříž) je francouzská spisovatelka.

## Životopis
Pracovala jako profesorka moderní literatury a poté se stala novinářkou a překladatelkou na volné noze. Spolupracuje s časopisy Autrement, Les Nouvelles littéraires a Le Magazine littéraire. V současnosti žije v Paříži a v Berlíně.

## Dílo

### Romány
- Une vie à soi, Mercure de France
- Atlantique, Zulma, 1993
- Le Désir d'équateur, Zulma, 1995
- Mariane Klinger, Zulman, 1996 (prix Charles Oulmont, Fondation de France, 1996)
- La Trahison, Zulma, 1997
- Voyage à Saint-Thomas, Zulma, 1998
- Le Visiteur, Le Castor astral, 1999
- Nation par Barbès, Zulma, 2001
- Nocturnes, Zulma, 2002
- Caspar-Friedrich-Strasse, Zulma, 2002
- Mémorial, Zulma, 2005
- Conversations avec le maître, Denoël, 2007
- L'île aux musées, Denoël, 2008
- L'Hydre de Lerne, Denoël, 2011
- Sentinelles, Christian Bourgois, 2013
- Totale éclipse, Christian Bourgois, 2014

### Eseje
- Violet Trefusis, Mercure de France, 1989
- Europe centrale, spoluautor Sébastien Reichmann, Autrement
- L'Histoire à la lettre, spoluautor Jacques Hassoun, Mentha, 1991
- Pour la littérature, Zulma, 1999
- Beaune la Rolande, Zulma, 2004

### Překlady
- Les Vagues, Virginia Woolfová, Calmann-Lévy